# Уильямс, Эшли (футболист, 1984)
Э́шли Э́ррол Уи́льямс (англ. Ashley Errol Williams; 23 августа 1984, Вулвергемптон, Англия) — валлийский футболист, защитник. Выступал за сборную Уэльса.

## Клубная карьера
Эшли начал карьеру в молодёжной академии «Вест Бромвича», но в возрасте 16 лет был отпущен из клуба и перешёл в «Хенсфорд Таун». В 2003 году перешёл в «Стокпорт Каунти». Он обычно выступал на позиции центрального защитника, но иногда играл правого защитника. Вскоре он стал капитаном «Стокпорта».
12 ноября 2007 года Уильямс был признан лучшим футболистом года в Северо-Западной Англии, обойдя в голосовании таких игроков как Стивен Джеррард, Криштиану Роналду и Уэйн Руни.
В марте 2008 года Эшли Уильямс перешёл в валлийский клуб «Суонси Сити», выступавший в Чемпионате Футбольной лиги, на правах аренды до окончания сезона 2007/08, с возможностью подписания постоянного контракта по истечении срока аренды. 22 мая состоялся официальный трансфер валлийца в «Суонси Сити»; сумма трансфера составила около £400 000. 16 сентября Эшли забил свой первый гол за «лебедей» в матче против «Дерби Каунти». Из-за эпидемии травм в команде он часто привлекался в линию полузащиты.
11 ноября 2009 года Уильямс был признан футболистом года в Уэльсе. В мае 2010 был включён в состав «команды года» Чемпионата Футбольной лиги по версии ПФА.
30 октября 2010 года Уильямс повторил рекорд Энди Легга и Гилберта Бича, сыграв в 106 матчах чемпионата подряд (серия началась 9 августа 2008 года матчем с «Чарльтоном»).
К концу сезона 2010/11 Уильямс отыграл почти каждую минуту каждого матча «Суонси» в чемпионате на протяжении трёх сезонов. По итогам сезона он вновь попал в «команду года» в Чемпионате Футбольной лиги. В 2011 году «Суонси» вышел в Премьер-лигу. 24 сентября 2011 года Уильямс забил свой первый гол в Премьер-лиге (ставший также первым голом «Суонси Сити» в этом турнире) в ворота «Челси».
10 августа 2016 года перебрался в «Эвертон», подписав контракт на 3 года.

## Карьера в сборной
26 марта 2008 года Эшли Уильямс дебютировал в составе национальной сборной Уэльса.
11 августа 2010 года забил свой первый гол за сборную в матчей против Люксембурга.
В октябре 2012 года Уильямс был назначен капитаном национальной сборной Уэльса, сменив Аарона Рэмзи.
На чемпионате Европы 2016 года выступил в роли капитана и отыграл все игры группового этапа с плей-офф. Забил гол в ворота сборной Бельгии, который установил равновесие в встрече и стал переломным по ходу игры. Матч завершился со счетом 3:1 в пользу сборной Уэльса. В полуфинале команда проиграла будущим обладателям трофея — сборной Португалии 0:2 и вылетела с турнира. Ранее сборная не играла на такой стадии турнира

## Достижения
«Суонси Сити»
- Победитель плей-офф Чемпионата Футбольной лиги: 2010/11
- Обладатель Кубка лиги: 2012/13

## Личная жизнь
У Эшли и его жены Ванессы два сына: Хавьер и Рафаэл.